# Khawla bint Hakim ibn Omeyya
Ne doit pas être confondue avec Ghaziya bint Jabir, elle aussi appelée Oumm Charik.
Khawla bint Hakim ibn Omeyya al-Soulaymiyya (en arabe : خوفلة بنت حكيم ب. أمية السليمية, Khawlah bint Hakim ibn Umayya as-Sulaymiyya), dont la konya est Oumm-Cherik (en arabe : أم شريك, Umm Sharik), active entre 610 et 644, est une femme de La Mecque, en actuelle Arabie saoudite.
Khawla bint Hakim compte parmi les premières personnes converties à l'islam et qui suivent Mahomet dans l'Hégire pour Médine, en 622. Après la mort de son époux Othmân ibn Mazoun en 624 ou 625, elle propose à Mahomet de devenir sa femme, mais il décline l'offre et elle devient sa servante à la place. Plusieurs hadiths attribués à Khawla bint Hakim sont compilés dans le Sahih al-Bukhari et le Sahih Muslim.

## Biographie

### Famille et mariage
Khawla appartient à la tribu mecquoise de Soulaym ibn Mansour. Sa mère est Douayfa bint al-As ibn Omeyya et son père Hakim ibn Omeyya, un mohtaseb de La Mecque. Elle est une descendante de Mourrah ibn Hilal, arrière-arrière-arrière-grand-père de Mahomet, dernier prophète de l'islam.
Khawla épouse Othmân ibn Mazoun qui, comme elle, est un des premiers convertis à l'islam. Comme son mari préfère la prière et ne s'intéresse pas à elle, Khawla ne prend pas soin d'elle et confie sa peine à Aïcha, une des épouses de Mahomet. Celui-ci conseille à Othmân ibn Mazoun de ne pas négliger sa femme. Le couple a une fille, Zaynab bint Othmân ibn Mazoun.

### Veuvage
Après la mort de son époux en 624 ou 625 (2 A. H.), Khawla propose à Mahomet de l'épouser, mais celui-ci refuse. Aïcha s'étonne d'une telle proposition, et c'est à cette occasion que le verset 50 de la sourate Al-Ahzab auraient été révélés : Dieu permet à Mahomet d'épouser toute croyante qui fait don de sa personne à Mahomet, pourvu qu'il épouse la femme. Selon d'autres sources, elle l'aurait épousé puis il l'aurait quitté après la révélation du verset 51, qui dit que le prophète a le droit d'inviter chez lui celles qu'il a écarté.
Khawla reste à son service. Elle demande à Mahomet, s'il décide de conquérir Taëf, de pouvoir avoir les bijoux de Badia bint Gilan ou de Faria bint Akil, qui seraient dans le butin. Cependant, Mahomet dit qu'il n'avait pas l'intention de conquérir la ville.

### Dernières années
Le matin du 7 novembre 644, Khawla se réveille après avoir vu en rêve un coq picorer trois fois le calife Omar ibn al-Khattâb, autre compagnon de Mahomet. Elle le prévient que c'est peut-être un rêve prémonitoire sur un potentiel attentat contre lui. Plus tard dans la journée, Omar est assassiné à Médine.

## Référence
1. 1 2  Ibn Saad 2015.
2. 1 2 3 4  Başaran 1997.